# Jean Senebier

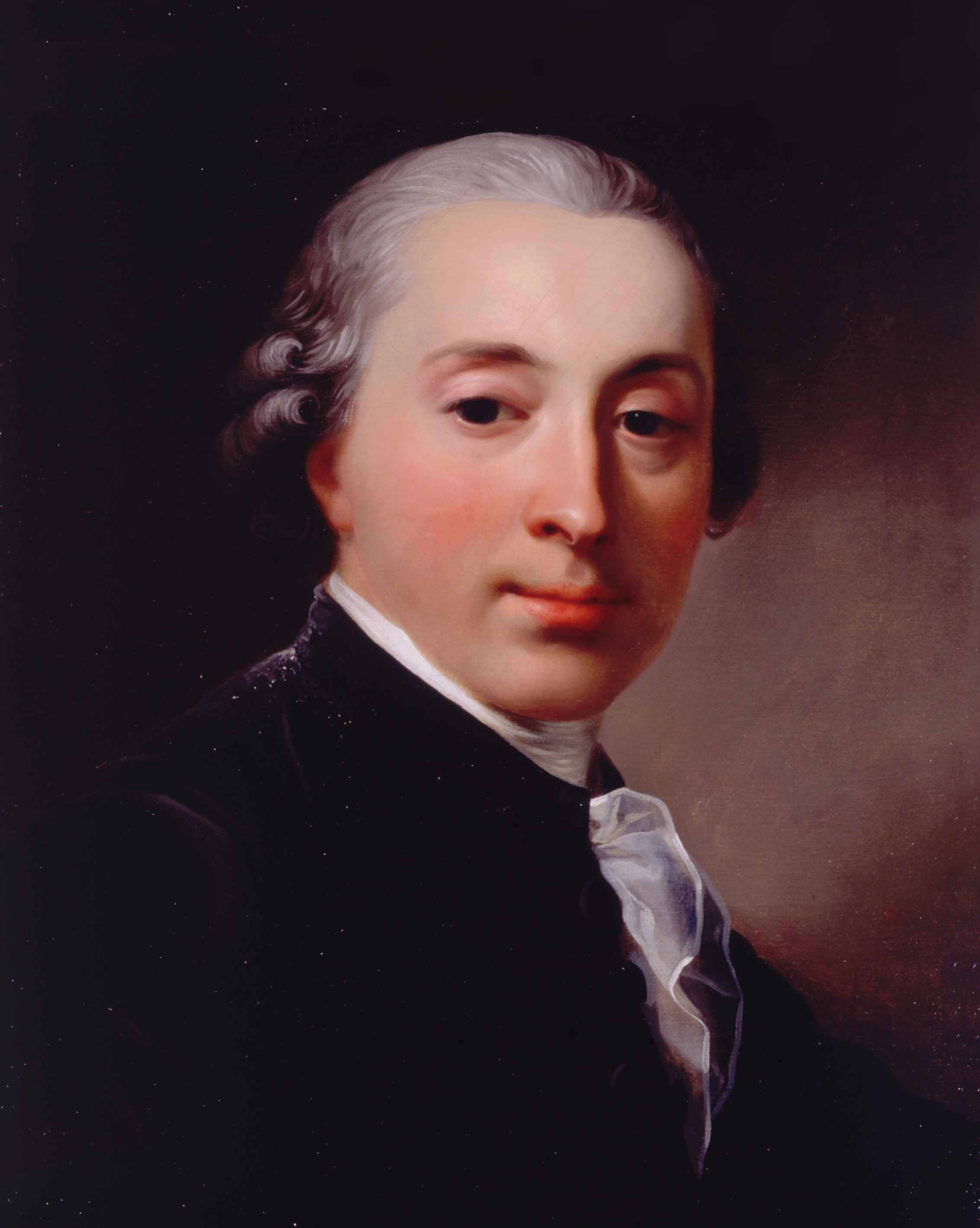
Jean Senebier

Jean Senebier (* 25. Mai 1742 in Genf; † 22. Juli 1809 ebenda) war ein Genfer reformierter Pfarrer, Naturforscher und Bibliograph. Sein offizielles botanisches Autorenkürzel lautet „Seneb.“.

## Leben
Senebier studierte Theologie und wurde 1765 Pfarrer in seiner Vaterstadt. 1769 übernahm er eine Pfarrstelle in Chancy und wurde 1773 Oberbibliothekar der Stadt Genf. Die Revolution in Genf veranlasste ihn, sich in das Waadtland zurückzuziehen, er kehrte 1799 nach Genf zurück.
Senebier begründete seinen Ruf als Naturforscher durch die klassische Preisschrift über naturwissenschaftliche Beobachtungen (1769), die in 3. Auflage als Essai sur l'art d'observer et de faire des expériences (Genf 1802, 3 Bde.) erschien. Danach beschäftigte er sich hauptsächlich mit der Pflanzenphysiologie und bahnte hier einen bedeutenden Fortschritt an, indem er das Prinzip betonte, dass die Ernährungsvorgänge nach den allgemeinen Gesetzen der Chemie beurteilt werden müssten.
Seit 1809 war er korrespondierendes Mitglied der Königlich Niederländischen Akademie der Wissenschaften.

## Ehrungen
Nach Senebier benannt ist die Pflanzengattung Senebiera DC. aus der Familie der Kreuzblütler (Brassicaceae).

## Werke
- Mémoires physico-chimiques sur l’influence de la lumière solaire pour modifier les êtres des trois règnes de la nature, Genf 1782, 3 Bde.
- Rapport de l’air atmosphérique avec les êtres organisés, Genf 1807, 3 Bde.
- Physiologie végétale, Genf 1782–88, 5 Bde.
- Météorologie pratique, Genf 1810

Für die Encyclopédie méthodique bearbeitete Senebier die Pflanzenphysiologie. Außerdem schrieb er eine Histoire littéraire de Genève (Genf 1786, 3 Bde.) und übersetzte mehrere Werke von Lazzaro Spallanzani.